# Убайдуллах ибн Зияд
‘Убайдуллах ибн Зияд (араб. عبيد الله بن زياد‎; ум. в августе 686) — омейядский губернатор Басры, Куфы и Хорасана при правлении халифа Муавии I и Язида I, и командующий омейядской армии при халифе Марване I и Абд аль-Малике. Убайдуллаха прежде всего помнят за его роль в убийствах членов семьи Али ибн Абу Талиба, и он стал печально известен в шиитской традиции.
Он фактически унаследовал наместничество от своего отца, Зияда ибн Абихи после его смерти в 673 году. Во время губернаторства Убейдуллаха, он подавил хариджитское и алидское восстание, а также восстание против Язида. В битве при Кербеле в 680 году Хусейн ибн Али и его свита были убиты войском Убайдуллаха, что шокировало многих в мусульманском сообществе. Убайдуллах в конечном счете был выселен из Ирака Арабской племенной знатью на фоне восстания Абдуллаха ибн аз-Зубайра.
Он добрался до Сирии, где он смог помочь Марвану I мобилизовать поддержку Омейядов. Впоследствии он сражался в битве при Мардж Рахит в 684 году против прозубайридских племён и помог восстановить омейядскую армию. Прежде чем выступить против Алидов и Зубайридов Ирака, он с собранной армией боролся против мятежников племени кайситов в Джезире. Убайдуллах ибн Зияд был убит, а его войска разгромлены в битве при Хазире Ибрахимом ибн аль-Аштаром, который был командиром проалида аль-Мухтара из Куфы.

## Происхождение
Убайдуллаха был сыном Зияд ибн Абихи, чье племенное происхождение было неясным; Зияд родился вне брака, а его отец был неизвестен. Мать была персидской рабыни или членом курайшитского клана. Зияд служил омейядоским правителем Ирака и земли к востоку от этой провинции, известные как Хорасана, в период правления халифа Муавии I (прав. 661—680).

## Губернатор Ирака и Хорасана
Зияд готовил Убайдуллаха своим преемником на посту губернатора, и действительно, после смерти Зияда в 672/673 году, Убайдуллах стал губернатором Хорасана. Год или два позже, он был также назначен на пост губернатора Басры. По мнению историка Хью Н. Кеннеди, Убайдуллах был «более поспешным и преданным в применении силы, чем его отец, но человек, чья преданность у Омейядов не могла вызвать сомнения».
В 674 году он пересек Амударью и разбил войска правителя Бухары в первое известное вторжение в город арабов-мусульман. Имя Убайдуллаха упоминается на монетах 674 и 675 годов в Хорасане и Басре, соответственно. Они были основаны на сасанидских монетах и написаны на пехлевийскими буквами. Монетные дворы были расположены в Басре, Дарабджирде, Майсане, Нармашире, Джайе и, в меньшей степени, в Куфе. Последний был отдан под управление Убайдуллаха в 679/680 году, что давало ему полный контроль над Ираком.

### Подавление Алидов
После смерти Муавии в 680 году, и ему наследовал его сын Язид I. Назначение Муавией своего сына был беспрецедентным актом, что шокировало многих в мусульманском сообществе, в частности арабскую знать Куфы. Они давно симпатизировали халифу Али и его семье. Один из сыновей Али, Хусейн направил своего двоюродного брата Муслима ибн Акиля в Куфу, чтобы подготовить почву для присоединение города к халифату Хусейна. Ибн Акиль получил значительную поддержку со стороны местной проалидской знати. Убайдуллаху стало известно о деятельности Ибн Акиля, и тот вынужден был преждевременно начать покушение на губернатора. Убайдуллах укрылся в своем дворце, но тридцать человек из его окружения помогли ему спастись. Затем он убедил многих дворян Куфы поддержать его против Ибн Акиля, который был оставлен своими сторонниками и убит 10 сентября 680 года.
Хусейн был уже на пути в Куфу из Медины, когда он получил известие Ибн Акиля и его казни. Убайдуллах подготовился к приезду Хусейна и послал войска, чтобы перехватить его. Когда войско Убайдуллаха встретилось с дружиной Хусейна они стали вести переговоры в течение нескольких недель. Убайдуллах призывал Хусайна отказаться от вступления в Куфе в то время как Хусейн отказался признать Язида халифом или вернуться в Аравию. В конце концов произошла короткая битва при Кербеле 10 октября 680 года, в которой Хусейн и почти все его соратники были убиты. Хусейн не получил ожидаемой поддержки сочувствующих ему куфийцев. Убийства внука пророка Мухаммада вызвало возмущение многих мусульман.

## Роль в преемственности Омейядов
Смерть Язида в 683 году привела к серьезному организационному кризису в халифате. Убайдуллах поддержал сына и преемника Язида, Муавию II. В речи, обращенной к знати города Ахваз он подчеркивал свою связь в Басрой и пообещал поддерживать благосостоянии жителей города. Тем не менее, басрийцы отвернулась от него, заставляя его отказаться от своего дворца. Он был заменен Абдуллахом ибн аль-Харисом, членом Бану Хашим. В конце 683 или начале 684 года Убайдуллах отправился к главе племени аздитов, Масуду ибн Амру. Он планировал восстановить своё губернаторство, уговаривая Масуда сформировать союз с племенами Ямани и Раби против племён Бану Тамим и Ибн аль-Харис. Поднявшись на кафедру мечети в Басре, Масуд попытался поднять восстание, но тамимиты ворвались в его дом и убили Масуда. После смерти Масуда Убайдуллах покинул город практически в одиночку в марте 684 года, отправившись по сирийской пустыне к Хаурану или Пальмире. В своей спешке он оставил жену и семью.
Когда Убайдуллах, прибыл в Сирию, он обнаружил там политический беспорядок. После смерти халифа Муавии II началось безвластие. Племя кайситов перешло на сторону противника, мекканскому халифу Абдуллаху ибн аль-Зубайр. Власть в Халифате перешла к Марвану I ибн аль-Хакама. Племя кальбитов предлагало назначить халифом сводного брата Муавии II Халида. Однако представители других сирийских племён рассматривать как слишком молодого и неопытного, и сплотились вокруг Марвана.

## Военные кампании в Сирии и Джазире
Убайдуллах сражался с Марваном и его союзниками против кайситов во главе с ад-Даххак ибн Кайс аль-Фихри, губернатор Дамаска, в битве при Мардж Рахит в августе 684 года. Кайситы были разгромлены, а ад-Даххак убит. Убайдуллах был командующим армии Марвана, которая при Мардж Рахите насчитывала 6000 человек. По словам Кеннеди, Убайдуллах «явно намеревался восстановить сирийскую армию, которая хорошо служила Муавие и Язиду». После Мардж Рахим Убайдуллах руководил походами против мятежных племен кайситов при правлении Марвана и его сын и преемника Абд аль-Малика (прав. 685—705) в Джезире. Однако, войско Марвана было слишком мало, чтобы утверждать власть Омейядов на всей территории халифата. Таким образом, Убайдуллах расширил набор включает различные племена Кайси. Он положил некоторым командующим из различных племён должности своих заместителей.
В январе 685 года, когда Убайдуллах был в Манбидже, он готовился к возвращению в Ирак. Хусейн ибн Нумайр победил проалидов в битве при Айн-аль-Варде. Убайдуллах обещал Марван губернаторство над всеми бывшими землями Халифата. На следующий год Убайдуллах встретился в бою с племенем кайситов в Джазире, возглавляемому Зуфаром ибн аль-Харис аль-Киляби. В 686 году армия Убайдуллаха насчитывала около 60 000 человек.
Когда армия Убайдуллаха подошла к Мосулу к Ираку, зубайрид Мусаб ибн аль-Зубайр обосновался в Басре, в то время как аль-Мухтар взял под контроль Эль-Куфу. Аль-Мухтар отправил Ибрахима ибн аль-Аштара с армией, состоявшей в основном из неарабских вольноотпущенников, чтобы противостоять Убайдуллаху. Последний отбил первую волну войска аль-Мухтара, и продолжил столкновение с Ибн аль-Аштаром при Хазире. В ходе последовавшей битвы омейядская армия была разбита наголову, Убайдуллах был убит Ибн аль-Аштаром. Его командиры Хусейн, Шурахбиль и ар-Раби также были убиты. Со смертью Убайдуллаха, Халиф Абд аль-Малик остановил дальнейшие наступление против Ирака до 691 года.